# Tony Lakatos
Antal 'Tony' Lakatos (Boedapest, 13 november 1958) is een Amerikaanse jazzsaxofonist.

## Biografie
Lakatos is afkomstig uit de Lakatos-dynastie, een familie van bekende violisten (tot zijn voorvaders behoort János Bihari) en begon derhalve zijn muzikale ontwikkeling met vioolles. Op 17-jarige leeftijd wisselde hij naar de saxofoon. Tijdens zijn studie aan het Bartók-conservatorium begon hij met eigen bands op te treden. In 1979 nam hij in Athene zijn eerste plaat op. Sinds 1980 trad hij op in Duitsland, vooral in de band van Toto Blanke, maar ook met Chris Beier en Milan Svoboda. In 1993 werd hij lid van de HR-bigband, waarmee hij in ongeveer 2008 als solist een dubbelalbum inspeelde met nieuwe arrangementen van Porgy and Bess.
Naast zijn bezigheid in de bigband trad hij verder op met eigen bands, waartoe o.a. Randy Brecker, Joanne Brackeen en Dick de Graaf als co-leader en George Mraz en Al Foster behoorden. Ook bracht hij met enkele verdere solisten van de HR-bigband (Heinz-Dieter Sauerborn, Axel Schlosser en Günter Bollmann) en van de Mingus Big Band het album Let's Get Lost uit. Met Schlosser, Robi Botos, Robert Hurst en Billy Drummond ontstond in 2012 het album Home Tone. Verder speelde hij met Kenny Wheeler, Art Farmer, Chris Hinze, Kirk Lightsey, Joachim Kühn, Fritz Krisse, Chris Beckers, Roberto Magris en Jasper van’t Hof.
Bovendien werkte hij ook mee aan opnamen van Philippe Caillat, Kitty Winter, Michael Sagmeister, Özay Fecht en Dusko Goykovich. Ook speelt hij sinds enige jaren bij de Red Hot Hottentots uit Frankfurt am Main. Sinds 2017 speelt hij in de band Web Web met Roberto Di Gioia, Christian von Kaphengst en Peter Gall.
Lokatos beschikt over een lumineus geluid met compacte verheffingen en telt volgens Martin Kunzler als voortreffelijke ballade-vertolker. Hij was tot dan toe (2009) betrokken bij de opname van meer dan 280 lp's en cd's. Hij is de eerste Hongaarse muzikant, wiens platen de Gavin Report Top Tien van de Amerikaanse jazz-radiozender haalden  (Recycling, 1993; The News).

## Privéleven
Tony Lakatos woont in Frankfurt am Main.

## Kritiek
In april 2010 klaagde Lakatos, die behoorde tot de etnisch-culturele minderheid van de Roma, tijdens een interview in het Duitse dagblad Die Welt over de sinds een politieke rechtsdraai in Hongarije verscherpte discriminatie van Roma en joden in zijn geboorteland en maakte duidelijk, dat deze discriminatie ten tijde van het communisme niet zo sterk verbreid waren dan tegenwoordig.